# Sabiá Futebol Clube
Sabiá Futebol Clube é um clube de futebol da cidade de Caxias, no estado do Maranhão, e manda seus jogos no Estádio Duque de Caxias, com capacidade para 3.500 torcedores.

## História
O clube surgiu em 2007 a partir da ideia de um grupo de amigos desportistas de uma construtora chamada "Barros Construção Empreendimentos Ltda.", que resolveram fundar um time de futebol de campo amador, e assim fundaram o "Sabiá FC".
A primeira competição disputada foi a "Copa Itapecuru" e nesta competição exigia critérios para a participação, sendo que o principal, era que os times fossem filiados aos seus respectivos departamentos. Amarrado pela burocracia de filiação e demora na legalização de times recém-criados e com o início do campeonato muito próximo, o Sabiá usou o nome de um clube já existente: o Nacional, filiado ao Departamento de Futebol do Bairro Castelo Branco-Nova Caxias, que atendia aos critérios da competição e assim disputou seu primeiro campeonato. O primeiro título veio nesta mesma competição, onde o Sabiá/Nacional foi campeão invicto com uma convincente vitória sobre o time do Atlético, pelo placar de 3 x 2 em uma de suas grandes apresentações.
No ano seguinte, veio a filiação ao Departamento de Futebol Matadouro Novo, já com seu nome original. A partir de então, consolidou-se como clube e logo filiou-se à Liga Caxiense de Futebol, dando-lhe direito a participar do mais importante campeonato local; o Campeonato Caxiense de Futebol.
Em 2011, o Sabiá foi campeão maranhense da segunda divisão e obteve o acesso para a Primeira Divisão do Campeonato Maranhense.
Em 2015, o clube desistiu de participar do campeonato estadual por problemas financeiros.

## Títulos
| ESTADUAIS | ESTADUAIS                                          | ESTADUAIS | ESTADUAIS  |
|           | Competição                                         | Títulos   | Temporadas |
| --------- | -------------------------------------------------- | --------- | ---------- |
|           | Campeonato Maranhense Segunda Divisão              | 1         | 2011       |
|           | Campeonato Maranhense Segunda Divisão ( 2º turno ) | 1         | 2011       |